# Denise Crosby
Denise Michelle Crosby (Hollywood, 24 novembre 1957) è un'attrice ed ex modella statunitense.
È nota principalmente per i ruoli di Tasha Yar e Sela nella serie televisiva di fantascienza Star Trek: The Next Generation (1987-1994), appartenente al franchise Star Trek. È inoltre celebre per il ruolo di Rachel Creed nel film horror Cimitero vivente (Pet Sematary, 1989), diretto da Mary Lambert.

## Biografia

### Primi anni

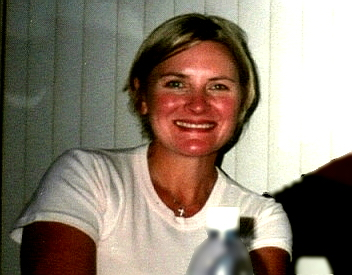
Denise Crosby nel 2003

Denise Michelle Crosby nasce a Hollywood, Los Angeles, in California, figlia di Marilyn Miller Scott e dell'attore Dennis Crosby. Il nonno paterno era il noto cantante e attore Bing Crosby e la nonna l'attrice Dixie Lee. Denise Crosby è nata fuori dal matrimonio e i genitori di Crosby affrontano una causa di tre anni, che riscuote molta eco nei media, intentata dal padre per cercare di annullare gli 80 dollari a settimana che è costretto a pagare alla madre di Denise per il mantenimento dei figli. Marilyn Scott vince la causa e Dennis è così costretto a continuare a pagare il mantenimento dei figli e le spese legali. La causa provoca anche un grande imbarazzo a Dennis e Bing Crosby, quest'ultimo non incontrerà mai la nipote, che ha 19 anni quando lui muore nel 1977.
Denise Crosby si diploma nel 1975 alla Hollywood High School, iscrivendosi poi al Cabrillo College, dove studia teatro. Abbandona il college dopo essere stata intervistata da un giornale locale cui rivela il suo background famigliare: "Uno degli insegnanti di recitazione ha usato la storia per illustrare alla classe che schifezza sia Hollywood, utilizzando i nomi delle persone per ottenere qualcosa. Ne sono rimasta molto, molto ferita. Quindi me ne sono semplicemente andata." Inizia a fare la modella e nel 1979 posa nuda per il numero di marzo di Playboy, che considera "una sorta di ribellione da parte mia, un modo per dire: fottetevi dell'immagine della mia famiglia".
Nei primi anni ottanta inizia la sua carriera cinematografica lavorando spesso per il regista Blake Edwards. Appare infatti (non accreditata) in una piccola parte nel film 10 (1979), al fianco di Dudley Moore e Julie Andrews; in altre parti minori nei due film della saga de La Pantera Rosa, Sulle orme della Pantera Rosa (1982) e Pantera Rosa - Il mistero Clouseau (1983), al fianco di David Niven e Robert Wagner; nel film I miei problemi con le donne (1983), al fianco di Burt Reynolds e, nuovamente, Julie Andrews. Nel mezzo prende parte al film d'azione 48 ore, al fianco di Nick Nolte e Eddie Murphy (1982).
In televisione compare in tre episodi della soap opera Il tempo della nostra vita (Days of Our Lives), nel 1980. Tra il 1985 e il 1991 compare in una manciata di videoclip, per i musicisti Michael McDonald, Chris Isaak, Black Sabbath (No Stranger to Love, singolo tratto dall'album Seventh Star) e Dolly Parton. Nel 1986 impersona l'ingegnere robotico Nora Hunter, nel film di fantascienza Eliminators.

### Star Trek
Nel 1987 Denise Crosby entra a far parte del cast fisso della serie televisiva Star Trek: The Next Generation, seconda serie live action del franchise di Star Trek. Qui, dopo aver sostenuto il provino per la parte di Deanna Troi, ruolo che invece andrà a Marina Sirtis, interpreterà invece il personaggio dell'ufficiale della sicurezza della USS Enterprise NCC-1701-D, Tasha Yar, poiché Gene Roddenberry, creatore della serie, deciderà di scambiare i ruoli della due attrici. Il suo è inizialmente un ruolo di primo piano ed è protagonista di episodi come Contaminazione (The Naked Now) e Codice d'onore (Code of Honor), ma il suo ruolo passa gradualmente in secondo piano, mentre gli altri membri dell'equipaggio diventano il fulcro della serie. Denise Crosby, rimane così delusa dal suo ruolo, che stava assumendo uno status "simile a quello di Uhura": "Ero frustrata, perché non ero in grado di fare molto con il mio personaggio. Avevo tutte queste idee e non potevo realizzarle. Ero diventata solamente allestimento scenico." Così alla fine Denise Crosby decide di abbandonare la serie dopo appena 22 episodi di presenza. Il suo personaggio viene ucciso dalla creatura aliena Armus nell'episodio La pelle del male (Skin of Evil), andato in onda negli Stati Uniti il 25 aprile 1988. 
Successivamente si riavvicina al team di produzione di Star Trek: The Next Generation chiedendo di poter tornare a interpretare il proprio ruolo di Tasha Yar. Ciò viene reso possibile nell'episodio della terza stagione L'Enterprise del passato (Yesterday's Enterprise), in cui viene creata una linea temporale alternativa, in cui compare la USS Enterprise NCC-1701-C, l'atronave che ha preceduto l'Enterprise D di The Next Generation, che viaggia avanti nel tempo di 22 anni, prima di venire distrutta in uno scontro con i Romulani. In questa linea temporale Tasha Yar si uisce all'equipaggio dell'Enterprise C, prima che questa faccia ritorno alla sua linea temporale originale. Nel documentario Trekkies, diretto da Roger Nygard e prodotto dalla stessa Crosby, Denise ha dichiarato che il suo personaggio, Tasha Yar, doveva morire per ottenere "episodi migliori".
Denise Crosby ritornerà in molti altri episodi delle stagioni successive di The Next Generation, tra cui il doppio episodio a cavallo della quarta e quinta stagione, La via di Klingon (prima e seconda parte) e un altro doppio episodio, avente come guest star Leonard Nimoy nei panni di Spock, Il segreto di Spock (prima e seconda parte). Qui vi interpreta il comandante romulano Sela, figlia per metà umana e per metà romulana della Tasha Yar della linea temporale alternativa, a bordo dell'Enterprise C, fatta prigioniera dai romulani e quindi unitasi a un ufficiale romulano. Riprende infine il ruolo di Tasha Yar nel doppio episodio finale della serie Ieri, oggi, domani (prima e seconda parte), nel quale Jean-Luc Picard (Patrick Stewart), si muove continuamente avanti e indietro nel tempo grazie all'intervento di Q (John de Lancie), incontrando Tasha Yar nel viaggio inaugurale dell'Enterprise D.
Nel 1997 e nel 2003 Denise Crosby coproduce e fa da narratore nel documentario in due parti diretto da Roger Nygard Trekkies e Trekkies 2. Entrambi i documentari hanno come protagonista la stessa Crosby che incontra e interviste ai fan di Star Trek, più comunemente noti come trekkies. Nel 2017 aveva cominciato a lavorare al terzo episodio, Trekkies 3. Ritornerà ancora al franchise nel 2000 e 2010, prestando la voce ai suoi personaggi Tasha Yar e Sela nei videogiochi Star Trek: Armada (2000) e nel MMORPG di Cryptic Studios Star Trek Online (2010). Insieme ad altri attori di Star Trek è inoltre apparsa nel 2009 nell'episodio Blood and Fire della webserie fanfiction Star Trek: New Voyages, nella parte della dottoressa Jenna Yar, nonna di Tasha Yar.
Nell'agosto 2022, alla convention di Star Trek di Las Vegas, 56-Year Mission, Denise Crosby stessa annuncia un suo coinvolgimento nella terza stagione della serie televisiva Star Trek: Picard, dando così il via a speculazioni che la vorrebbero impersonare Tasha Yar, anche se la Crosby rimane sul vago affermando che "nella terza stagione, rivedrete Tasha Yar, ma non vi dirò come". Ciò viene però successivamente smentito categoricamente da Terry Matalas, produttore esecutivo della serie, in un'intervista a SFX, in cui afferma che Tasha Yar non sarebbe ricomparsa nella terza e ultima stagione della serie, se non per un mero riferimento. Ciò che avviene, infatti, è l'apparizione di un ologramma, realizzato in CGI, che raffigura Tasha Yar così come appariva durante la prima stagione di Star Trek: The Next Generation, presente tra i souvenir personali di Data, nell'episodio Resa (Surrender), pubblicato il 6 aprile 2023.

### DopoStar Trek

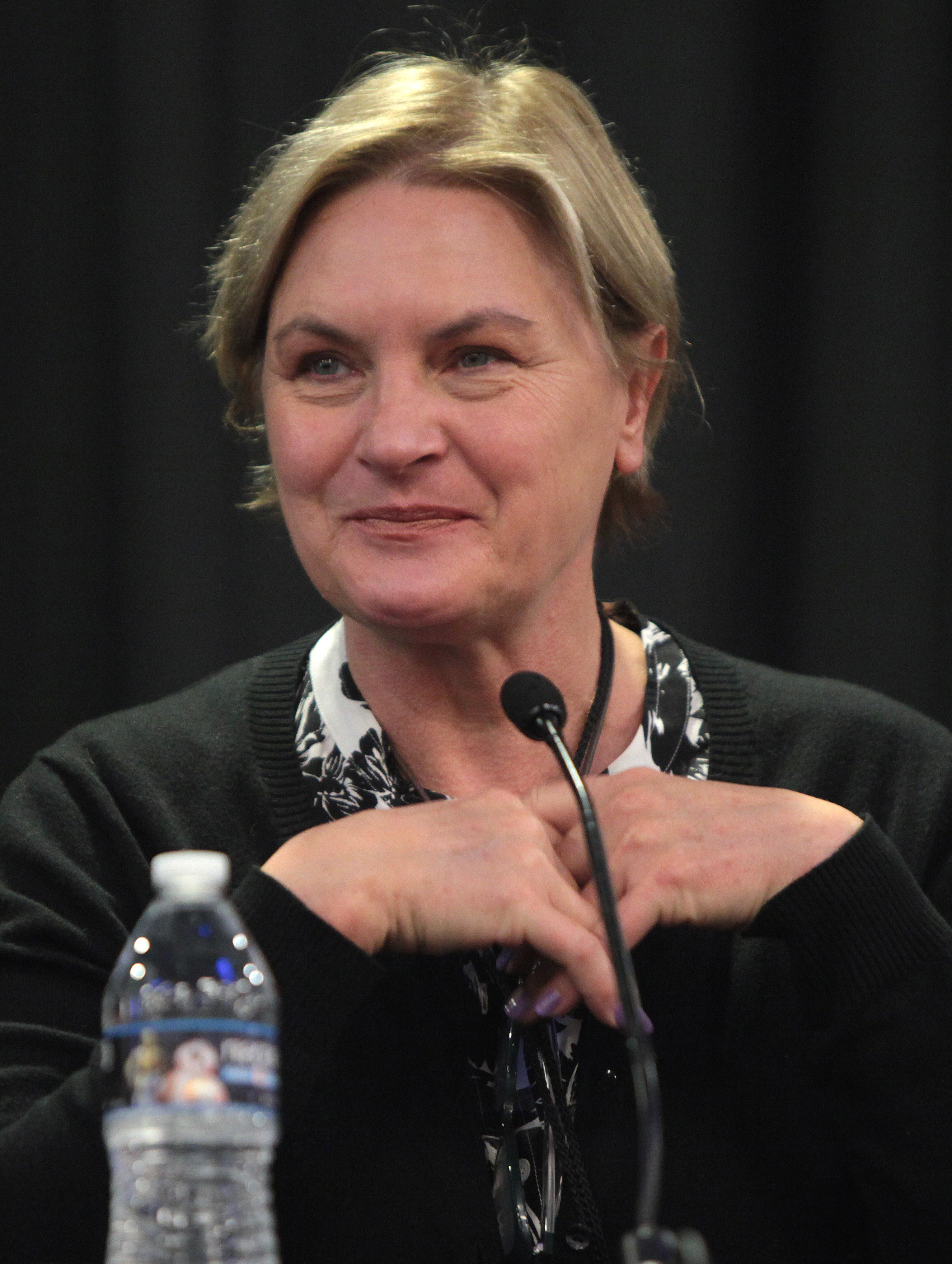
Denise Crosby nel 2015

Nel 1989 compare nel film horror Cimitero vivente (Pet Sematary), diretto da Mary Lambert e tratto da un romanzo di Stephen King, il cui tema, Pet Sematary, è cantato dal noto gruppo punk Ramones. Nel 1991 interpreta la protagonista di un altro film horror, Dolly Dearest - La bambola che uccide (Dolly Dearest), diretto da Maria Lease. Sempre nel 1991 compare come guest star nell'episodio L'ombra della notte della prima stagione della serie televisiva DC Comics The Flash nel ruolo della dottoressa Rebecca Frost. Tra il 1992 e il 1993, appare in due episodi della serie televisiva via cavo Red Shoe Diaries, interpretando un diverso personaggio in ogni episodio. Nel 1993 interpreta il ruolo di Chaucy Caldwell, protagonista della serie televisiva di breve durata Key West, trasmessa da Fox, ma terminata dopo soli 13 episodi. Nello stesso anno interpreta lo sceriffo Jenny Taylor nella serie western Le avventure di Brisco County Jr. (The Adventures of Brisco County, Jr). Nel 1994 ha un piccolo ruolo ricorrente nella serie drammatica di prima serata Models, Inc., spin-off di Melrose Place. Tra il 1994 e il 1995 appare in tre episodi della serie DC Comics Lois & Clark - Le nuove avventure di Superman (Lois & Clark: The New Adventures of Superman), interpretando il ruolo di Gretchen Kelley, una fidata collaboratrice di Lex Luthor.
Nel 1997 la ritroviamo con una piccola parte nel film Jackie Brown di Quentin Tarantino, nei panni dell'avvocato della difesa durante il processo. Nel 1998 ha un'altra piccola parte nel film catastrofico 
Deep Impact, diretto da Mimi Leder. Nel 2001 compare come guest star in due episodi dell'ottava stagione della serie televisiva di fantascienza X-Files, in cui interpreta un medico che esamina il figlio dell'agente Scully. Nel 2002 è nel film horror wester Legend of the Phantom Rider e nel 2005 el film horror di Tobe Hooper Il custode (Mortuary). Nel 2007 interpreta il personaggio della vedova Margie Curtis nell'episodio della terza stagione Il segreto del suolo (The Secret in the Soil). Nel 2006 è nel terzo episodio della prima stagione della serie televisiva thriller Dexter, La prima volta (Popping Cherry), in cui interpreta l'infermiera Mary che accudisce il padre ammalato del protagonista, ma che è anche una serial killer che uccide i pazienti anziani dell'ospedale e che viene fermata da Dexter prima che possa uccidere anche il padre. Lindsay Traves di Fangoria colloca il personaggio interpretato da Denise Crosby nell'episodio, all'ottavo posto tra i 10 migliori killer dell'intera serie. Anche Mike Sprague di Dread Central la colloca tra i migliori 10 killer della serie televisiva.
Nel gennaio e febbraio del 2010, Denise Crosby interpreta a teatro l'opera teatrale di Tennessee Williams Orpheus Descending nei teatri di Los Angeles, al fianco di Gale Harold e dell'ex-modella Claudia Mason. La produzione e il cast ottiene numerose recensioni positive nel Los Angeles Times, che scrive: "Harold, nel cast ideale, si infiamma magnificamente con Crosby, la cui interpretazione non convenzionale è una rivelazione toccante." Nel 2013 ha un ruolo ricorrente nella serie di Showtime Ray Donovan. Nel 2014 appare in tre episodi della serie di AMC The Walking Dead, nel ruolo di Mary, membro di un gruppo di cannibali. Il personaggio compare per la prima volta nel penultimo episodio della quarta stagione, Noi (Us), e fa l'ultima apparizione nel primo episodio della quinta stagione, Preda e cacciatore (No Sanctuary). Nel 2016 interpreta il ruolo di Faye Richardson in nove episodi della nona stagione del legal drama Suits.

## Vita privata
Dal 1983 al 1990 è stata sposata con Geoffrey Edwards, figlio del regista Blake Edwards, ed è infatti apparsa in alcuni film del suocero in quegli anni. Dopo il divorzio, nel 1995 ha sposato Ken Sylk, dal quale ha avuto un figlio, August, nato nel 1998.

## Filmografia

### Attrice

#### Cinema
- 10, regia di Blake Edwards (1979) - non accreditata
- Sulle orme della Pantera Rosa (Trail of the Pink Panther), regia di Blake Edwards (1982)
- 48 ore (48 Hrs.), regia di Walter Hill (1982)
- Pantera Rosa - Il mistero Clouseau (Curse of the Pink Panther), regia di Blake Edwards (1983)
- I miei problemi con le donne (The Man Who Loved Women), regia di Blake Edwards (1983)
- Cuori nel deserto (Desert Hearts), regia di Donna Deitch (1985)
- Eliminators, regia di Peter Manoogian (1986)
- Paura in Arizona (Arizona Heat), regia di John G. Thomas (1987)
- Soluzione finale (Miracle Mile), regia di Steve De Jarnatt (1988)
- Greasy Lake, regia di Damian Harris - cortometraggio direct-to-video (1988)
- Skin Deep - Il piacere è tutto mio (Skin Deep), regia di Blake Edwards (1989)
- Cimitero vivente (Pet Sematary), regia di Mary Lambert (1989)
- Tennessee Night, regia di Nicolas Gessner (1989)
- Il ritmo del silenzio, regia di Andrea Marfori (1991)
- Dolly Dearest - La bambola che uccide (Dolly Dearest), regia di Maria Lease (1991)
- Hight Strung, regia di Roger Nygard (1992)
- Max, regia di Charles Wilkinson (1994)
- Sotto controllo (Relative Fear), regia di George Mihalka (1994)
- Mutant Species, regia di David A. Prior (1995)
- Premonizione omicida (Dream Man), regia di René Bonnière - direct-to-video (1995)
- Morte alla Casa Bianca (Executive Power), regia di David L. Corley - direct-to-video (1997)
- Jackie Brown, regia di Quentin Tarantino (1997)
- Trekkies, regia di Roger Nygard - documentario (1997)
- Deep Impact, regia di Mimi Leder (1998)
- Divorce: A Contemporary Western, regia di Eb Lottimer (1998)
- Legend of the Phantom Rider, regia di Alex Erkiletian (2002)
- The Bus Stops Here, regia di Robert Peters - cortometraggio (2003)
- Trekkies 2, regia di Roger Nygard - documentario (2004)
- Il custode (Mortuary), regia di Tobe Hooper (2005)
- Ripple Effect, regia di Philippe Caland (2007) - non accreditata
- Born, regia di Richard Friedman (2007)
- Birth Mother, regia di Robert Hensley - cortometraggio (2012)
- Ossessioni nascoste (Don't Wake Mommy), regia di Chris Sivertson (2015)
- L'osservatore (The Watcher), regia di Ryan Rothmaier (2016)
- The Doctor's Case, regia di James Douglas e Leonard Pearl (2018)
- At The Fence, regia di Paul Sanchez - cortometraggio (2018)
- Itsy Bitsy, regia di Micah Gallo (2019)

#### Televisione
- Il tempo della nostra vita (Days of Our Lives) - soap opera, episodi 3778-3791-3792 (1980)
- Cocaina (Cocaine: One Man's Seduction), regia di Paul Wendkos - film TV (1983)
- My Wicked, Wicked Ways: The Legend of Errol Flynn, regia di Don Taylor - film TV (1985)
- Stark - Luci sfolgoranti (Stark), regia di Rod Holcomb - film TV (1985)
- Malizia a Hollywood (Malice in Wonderland), regia di Gus Trikonis - film TV (1985)
- L.A. Law - Avvocati a Los Angeles (L.A. Law) – serie TV, episodio 1x08 (1986)
- The Family Martines, regia di Oz Scott - film TV (1986)
- Ohara – serie TV, episodio 1x08 (1987)
- Star Trek: The Next Generation – serie TV, 31 episodi (1987-1994) - Tasha Yar, Sela
- Mancuso, F.B.I. – serie TV, episodio 1x04 (1989)
- Linea diretta (WIOU) – serie TV, episodio 1x10 (1991)
- Hunter – serie TV, episodio 7x19 (1991)
- Flash (The Flash) – serie TV, episodio 1x16 (1991)
- I giustizieri della notte (Dark Justice) – serie TV, episodio 1x13 (1991)
- Jack's Place - serie TV, episodio 1x04 (1992)
- Red Shoe Diaries - serie TV, episodi 1x03-3x10 (1992-1994)
- Civil Wars - serie TV, episodio 2x17 (1993)
- Key West – serie TV, 13 episodi (1993)
- Johnny Bago - serie TV, episodio 1x02 (1993)
- Le avventure di Brisco County Jr. (The Adventures of Brisco County, Jr) - serie TV, episodio 1x03 (1993)
- Models, Inc. (Models Inc.) - serie TV, episodio 1x10 (1994)
- Lois & Clark - Le nuove avventure di Superman (Lois & Clark: The New Adventures of Superman) - serie TV, episodio 2x01-2x08-2x13 (1994-1995) - Gretchen Kelley
- Sisters - serie TV, episodio 5x19 (1995)
- Un detective in corsia (Diagnosis Murder) - serie TV, episodio 2x14-3x05-3x06 (1995-1996)
- La signora del West (Dr. Quinn, Medicine Woman) - serie TV, episodio 4x25 (1996)
- Baywatch - serie TV, episodio 7x17 (1997)
- Pumpkin Man, regia di Jennifer Wynne Farmer - film TV (1998)
- Chance of a Lifetime, regia di Deborah Reinisch - film TV (1998)
- Spy Game - serie TV, episodio 1x03 (1998)
- The Rockford Files: If It Bleeds... It Leads, regia di Stuart Margolin - film TV (1999)
- Spie (Snoops) – serie TV, episodio 1x12 (2000)
- In tribunale con Lynn (Family Law) – serie TV, episodio 2x07 (2000)
- The Drew Carey Show – serie TV, episodio 6x12 (2000)
- NYPD - New York Police Department (NYPD Blue) – serie TV, episodi 8x12-8x13 (2001)
- X-Files (The X-Files) – serie TV, episodi 8x17-8x20 (2001)
- Giudice Amy (Judging Amy) – serie TV, episodio 3x05 (2001)
- JAG - Avvocati in divisa (JAG) – serie TV, episodio 7x12 (2002)
- The Division – serie TV, episodio 2x03 (2002)
- The Agency – serie TV, episodio 1x15 (2002)
- Codice Matrix (Threat Matrix) – serie TV, episodio 1x09 (2003)
- Crossing Jordan – serie TV, episodio 4x08 (2004)
- Eyes – serie TV, episodio 1x05 (2005)
- Dexter – serie TV, episodio 1x03 (2006)
- Bones – serie TV, episodio 3x04 (2007)
- Mad Men – serie TV, episodi 2x01-2x03 (2008)
- Prison Break – serie TV, episodio 4x15 (2008)
- Star Trek: New Voyages – webserie, episodio 1x05 (2009)
- Southland – serie TV, episodi 1x07-2x02-2x06 (2009-2010)
- Law & Order: LA – serie TV, episodio 1x16 (2011)
- The Exterminators, regia di David Flores - film TV (2013)
- Ray Donovan – serie TV, 15 episodi (2013-2017)
- The Walking Dead – serie TV, episodi 4x15-4x16-5x01 (2014)
- Scandal – serie TV, episodio 5x07 (2015)
- The Magicians – serie TV, episodio 1x05 (2016)
- Castle – serie TV, episodio 8x17 (2016)
- Le regole del delitto perfetto (How to Get Away with Murder) – serie TV, episodio 5x14 (2019)
- NCIS: Los Angeles – serie TV, episodio 10x21 (2019)
- Suits – serie TV, 9 episodi (2019)
- Creepshow - serie TV, episodio 2x04 (2021)
- NCIS - Unità anticrimine (NCIS) - serie TV, episodio 19x10 (2021)
- General Hospital - soap opera, 10 episodi (2022-2023)

#### Videoclip
- Michael McDonald No Lookin' Back, regia di Leslie Libman (1985)
- Chris Isaak Dancin', regia di Mary Lambert (1985)
- Black Sabbath No Stranger to Love (1986)
- Dolly Parton Eagle When She Flies, regia di Mary Lambert (1991)

### Doppiatrice

#### Televisione
- I Griffin (Family Guy) - serie animata, episodio 7x11 (2009) - Denise Crosby

#### Videogiochi
- Star Trek: Armada, regia di Trey Watkins (2000) - Sela
- Star Trek Online, regia di Joe Lyford e Lani Minella (2010) - Tasha Yar, Sela
- XCOM 2: War of the Chosen, regia di Jacob Solomon e Chad Rocco (2017)

### Produttrice
- Trekkies, regia di Roger Nygard - documentario (1997)
- Trekkies 2, regia di Roger Nygard - documentario (2004)

## Teatro (parziale)
- Orpheus Descending, Los Angeles (2010)

## Discografia

### Audiolibri
- 1995 - Nitpicker's Fun and Games for Classic Trekkers (con Phil Farrand)
- 2022 - Rebecca Sheir Circle Round #165, "Friends in High Places" (con Erika Rose, Dawn Ursula e Mario Cantone)

## Riconoscimenti
- Comicpalooza Film Festival
  - 2018 - Miglior attrice

## Doppiatrici italiane
Nelle versioni in italiano delle opere in cui ha recitato, Denise Crosby è stata doppiata da:
- Isabella Pasanisi in Star Trek: The Next Generation, The Walking Dead, Le regole del delitto perfetto
- Barbara Castracane in Flash, Suits
- Silvia Pepitoni in Cimitero vivente
- Anita Bartolucci in X-Files
- Daniela Abbruzzese ne Il custode
- Serena Spaziani in Mad Men
- Chiara Salerno in Ray Donovan
- Stefanella Marrama in Castle
- Caterina Rochira in Scandal
- Roberta Pellini in NCIS: Los Angeles
- Mariadele Cinquegrani in NCIS - Unità anticrimine